# Gunnar Heydenreich
Gunnar Heydenreich (* 1966, Haldensleben) je německý restaurátor a historik umění. Je profesorem restaurování, výtvarných technologií a věd o konzervátorství uměleckých děl na Technické Univerzitě v Kolíně nad Rýnem (Technische Hochschule Köln).

## Život
Heydenreich studoval v letech 1987-1992 obor restaurování na Drážďanské Akademii výtvarných umění. Po stáži v konzervátorském oddělení Tate Gallery v Londýně byl restaurátorem obrazů a současného umění v restaurátorském centru města Düsseldorf a působil zde jako zástupce ředitele do roku 1995. Po částečném postgraduálním úvazku v Courtaud Institute of Art v Londýně (1994-2002) získal doktorát filozofie.
Heydenreich je spoluzakladatelem organizace INCCA a od roku 2004 do roku 2007 pracoval na výzkumném projektu "Inside Installations" (galerijní instalace), který se týkal uchování uměleckých děl a prezentace umění. Roku 2009 založil projekt Cranachův digitální archiv v Museum Kunst Palast v Düsseldorfu. Je ředitelem mezinárodního výzkumného projektu zaměřeného na digitalizaci obrazů Lucase Cranacha, který financuje soukromá nadace Andrew W. Mellon Foundation.
Od roku 2009 působí jako profesor restaurování, moderních technologií a konzervátorských věd se zaměřením na moderní a současné umění v Institutu pro konzervační vědy (Cologne Institute of Conservation Sciences - CICS) na Technické univerzitě v Kolíně nad Rýnem.

### Členství ve vědeckých společnostech
- International Institute for Conservation of Historic and Artistic Works (IIC)
- International Council of Museums – Conservation Committee (ICOM-CC)
- International Network for the Conservation of Contemporary Art (INCCA)
- Sdružení restaurátorů (Verband der Restauratoren, VDR)

## Publikace
- Lucas Cranach der Jüngere und die Reformation der Bilder, hrsg. von E.A. Werner, A. Eusterschulte und G. Heydenreich. Hirmer Verlag, München 2015
- Issues in Contemporary Oil Paint, hrsg. von K.J. v.d. Berg, A. Burnstock, M. de Keijzer, J. Krueger, T. Learner, A. Tagle und G. Heydenreich. Springer International 2014
- Inside Installations: Theory and Practice in the Care of Complex Artworks, hrsg. von T. Scholte und G. Wharton in Zusammenarbeit mit K. te Brake-Baldock, G. Heydenreich, P. ‘t Hoen, F. Huys, P. Laurenson und A. Vanrell Vellosillo, Amsterdam University Press 2011.
- J.H. Townsend, T. Doherty, G. Heydenreich und J. Ridge (Hrsg.): Preparation for Painting: The Artist’s Choice and its Consequences, Contributions to the ICOM-CC Working Group Paintings interim meeting held at the British Museum. London, Archetype, 2008, ISBN 9781904982326
- Gunnar Heydenreich, Lucas Cranach the Elder: Painting materials, techniques and workshop practice. Amsterdam University Press 2007, ISBN 978-90-5356-745-6